# Kimmo Koskenkorva
Kimmo Koskenkorva (* 21. Juni 1978 in Haukipudas) ist ein finnischer Eishockeyspieler, der zuletzt beim Uleåborg A.I.K in der II-divisioona unter Vertrag stand.

## Karriere
Kimmo Koskenkorva begann seine Karriere als Eishockeyspieler in der Nachwuchsabteilung von Kärpät Oulu, für dessen Profimannschaft er von 1995 bis 2000 in der zweitklassigen I-divisioona sowie nach dem Aufstieg von Kärpät zwei Jahre in der SM-liiga spielte. Zur Saison 2002/03 wurde der Flügelspieler von Tappara Tampere verpflichtet, mit dem er auf Anhieb den finnischen Meistertitel gewinnen. Bei Tappara blieb er noch weitere zwei Jahre, ehe er ebenfalls zwei Jahre lang für SaiPa Lappeenranta auflief. Von 2007 bis 2009 stand der Finne beim Skellefteå AIK in der schwedischen Elitserien auf dem Eis.
Ab der Saison 2009/10 stand Koskenkorva wieder bei Kärpät Oulu unter Vertrag, ehe er im April 2012 zu Lukko Rauma wechselte. Im August 2013 erhielt er einen Probevertrag bei den Pelicans.

### International
Für Finnland nahm Koskenkorva in den Jahren 2007 und 2009 an der Euro Hockey Tour teil. 

## Erfolge und Auszeichnungen
- 2002 Aufstieg in die SM-liiga mit Kärpät Oulu
- 2003 Finnischer Meister mit Tappara Tampere